# Tranque Pampa Austral
El tranque Pampa Austral es un depósito de relaves construido en 1990 por la empresa minera CODELCO a unos 10 kilómetros al norte de la ciudad de Diego de Almagro para dar un almacenamiento definitivo a los sólidos restantes del refinamiento del cobre (y otros metales) desde el material extraído de la mina.

## Ubicación y descripción
Especial importancia se da en el diseño de obras de tal envergadura es su capacidad de soportar condiciones extremas de lluvias o terremotos. Asimismo, la empresa debe respetar ciertas limitaciones en el uso de agua que se necesita para permitir el transporte del relave desde la planta procesadora hasta el tranque. El material sólido debe constituir un mínimo de 42% del material transportado (agua y sólidos).
Otro aspecto del tranque es la plantación en un área de 5 hectáreas de diferentes especies vegetales que se riegan con el agua clara del tranque Pampa Austral. Esto ha permitido el crecimiento de 5.473 árboles entre algarrobos, acacias, casuarinas, chañares, eucaliptus, pimientos, pinos, tamarugos, etc.Este reforestamiento a posibilitado, también, el desarrollo de fauna lo que le imprime un atractivo más a esta área.
Características técnicas:
- Altitud: 933 msnm
- Coordenadas: Norte: 26° 14.997´ N, 70° 5.126´ E WGS84
- Vida útil : 2067
- Volumen de la laguna de aguas claras: 2 Mm³
- Área del espejo de agua: 200-300 hectáreas[5]: 9
- Caudal de salida de aguas claras: ~210 l/s[5]: 10

## Hidrología
Las aguas contenidas en el tranque de relaves se evacúan a través de un canal de hormigón que recorre 18 km hasta Diego de Almagro.

## Población, economía y ecología
Desde 1938 hasta la década de 1990 la Anaconda Copper (Andes Cooper Minning Company) y posteriormente Codelco descargaron el relave de la mina de cobre de Potrerillos (Chile) en la bahía de Chañaral con el caudal del río Salado sin tratamiento alguno. En 1975, la desembocadura del río fue desviada a caleta Palitos, unos 10 kilómetros al norte de la ciudad de Chañaral, para evitar el aumento de los depósitos (embancamiento) en la playa de la ciudad. A fines de los años 1980, Codelco construyó un canal que llevó el relave hasta el tranque Pampa Austral, al norte de Diego de Almagro, donde después de separar los sedimentos del agua, estas últimas son devueltas al lecho del río.